# Condado de Wayne (Missouri)
O Condado de Wayne é um dos 114 condados do estado americano de Missouri. A sede do condado é Greenville, e sua maior cidade é Greenville. O condado possui uma área de 2 005 km² (dos quais 34 km² estão cobertos por água), uma população de 13 259 habitantes, e uma densidade populacional de 7 hab/km² (segundo o censo nacional de 2000). O condado foi fundado em 1818.